# 贝利氏相思
贝利氏相思（学名：Acacia baileyana）是豆科相思樹屬的灌木或乔木。学名是以生物学家弗雷德里克·曼森·贝利（Frederick Manson Bailey）命名的，分布於澳大利亚，原产於新南威尔士南部的小片区域，但在澳大利亚的其他州也被广泛种植。澳大利亚的金合歡屬植物约有960种。在維多利亞州的很多地区，贝利氏相思已在当地成为归化植物，被视为野草，与其他当地的原生种竞争资源。

## 特征
几乎所有金合欢的茎杆中都含有白色乳汁。花小，黄色，排列成头状花序或总状花序，只有雄蕊可以被明显看到。贝利氏相思已被广泛地引入到新西兰，被很多新西兰人视为当地住宅景观的典型特征。

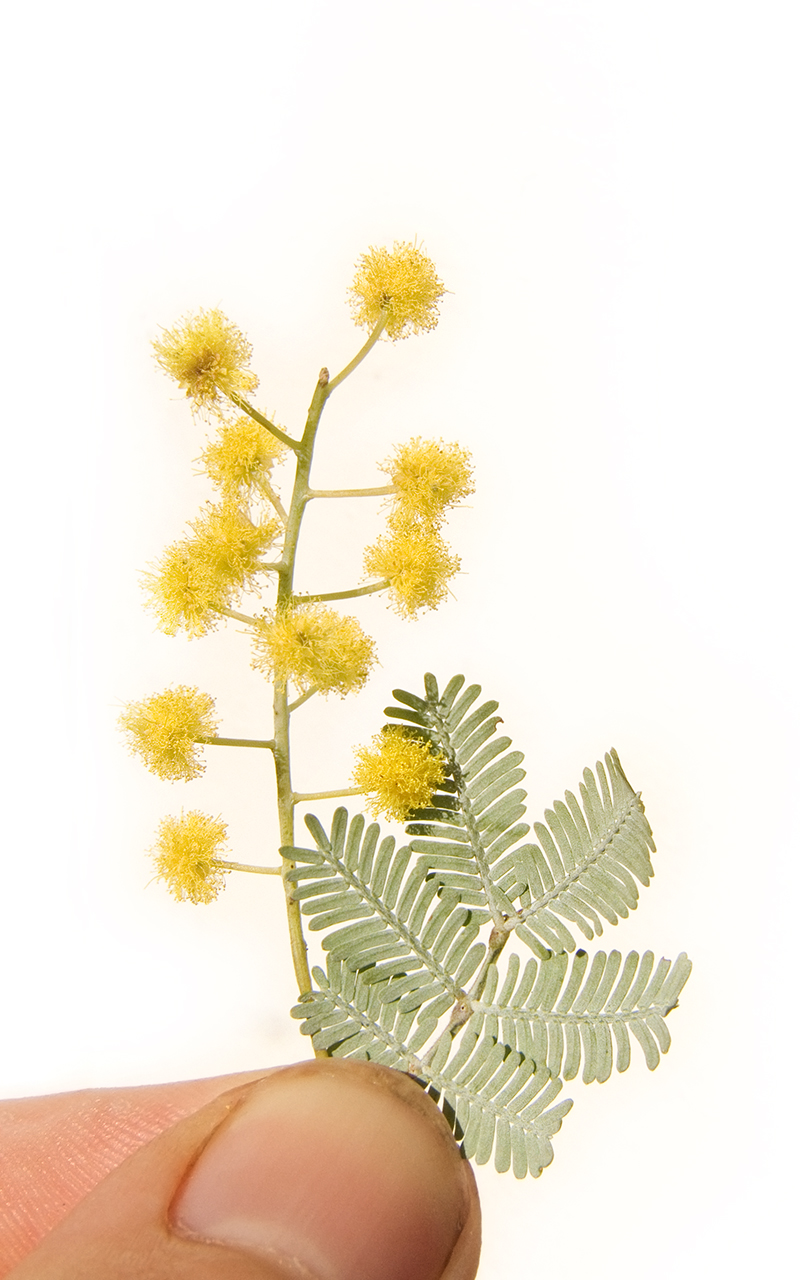
葉和花
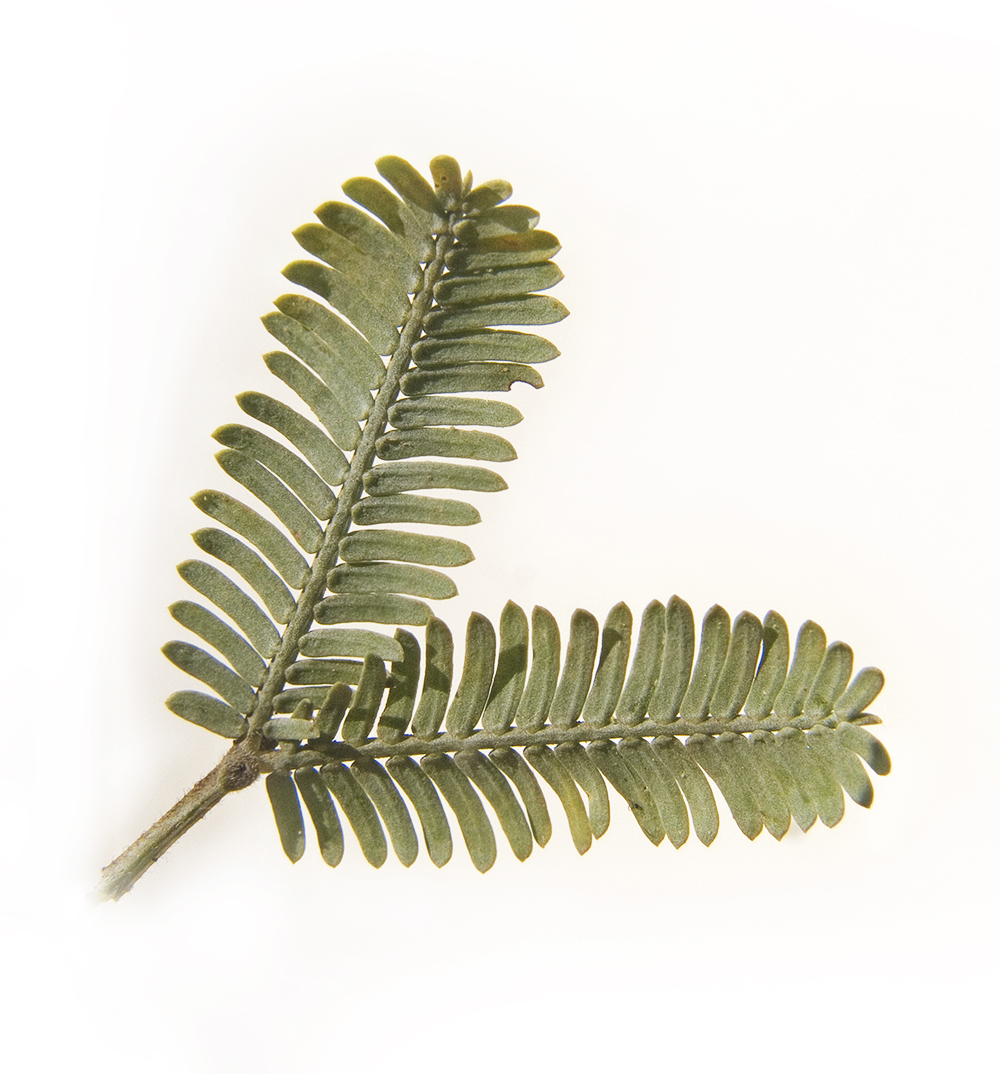
葉的精致細節
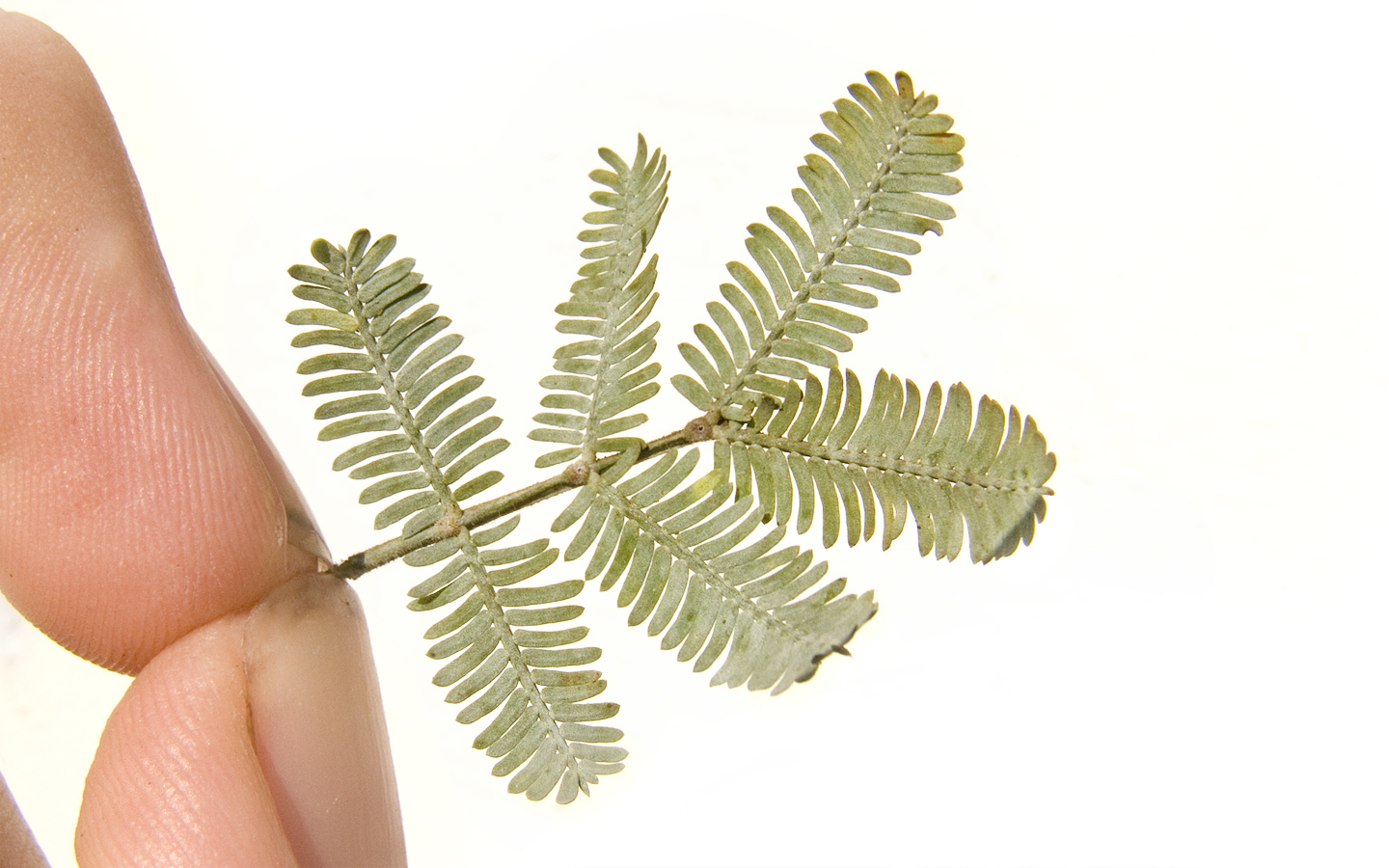
手指與葉的對比
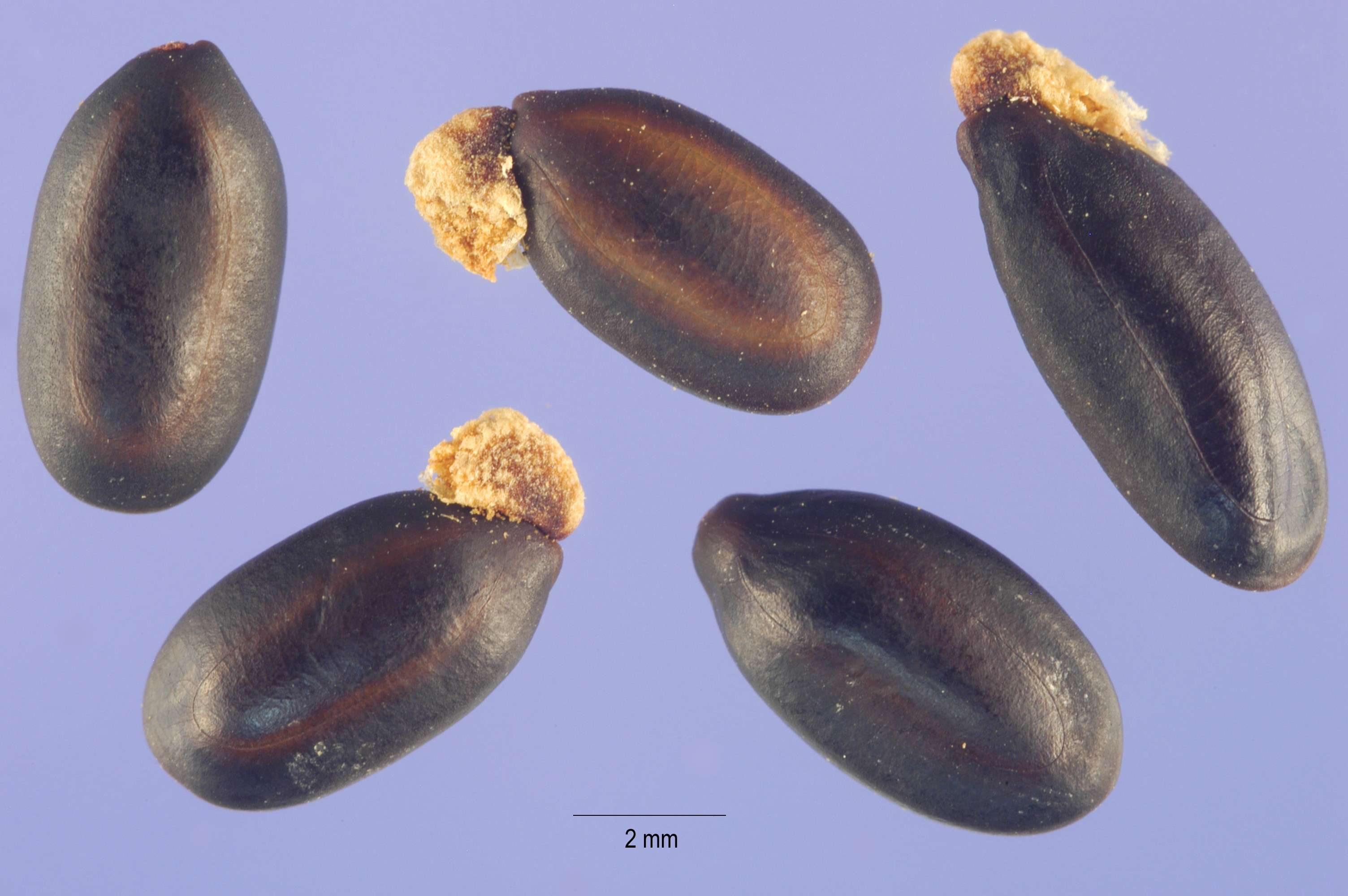
種子

## 用途
贝利氏相思在欧洲被应用於切花产业，而且其也是蜜蜂的食物，可用来生产蜂蜜。
经化学分析得知，贝利氏相思含有少於0.02%的生物碱。

## 栽培
贝利氏相思适应性强，易於生长，不过其极易逸生到周围的森林地带。其也会与产於悉尼盆地罕见的濒危种毛金合欢（Acacia pubescens）。
贝利氏相思的倒伏株型常用於栽培，不过其起源仍未知。这种株型是一种很受欢迎的园艺植物，其枝条层层叠叠的横向伸展，很适合种植在假山上。贝利氏相思的叶精致，灰绿色，不过有一种蓝紫色叶片的栽培种也很受欢迎。

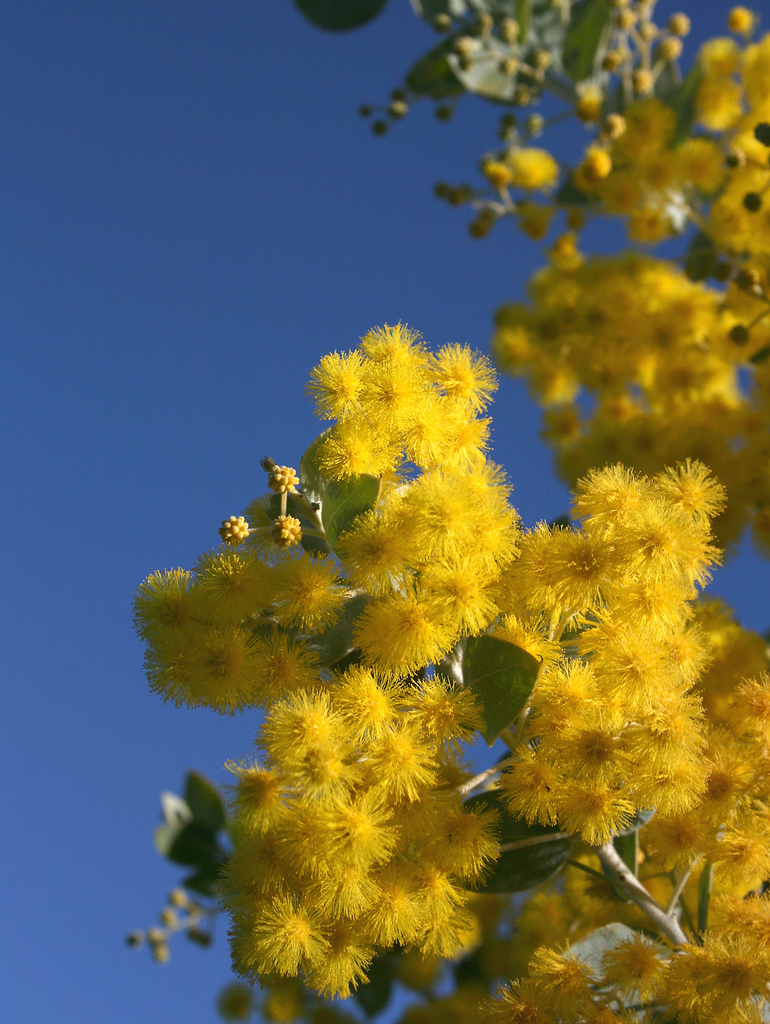
澳大利亚的贝利氏相思
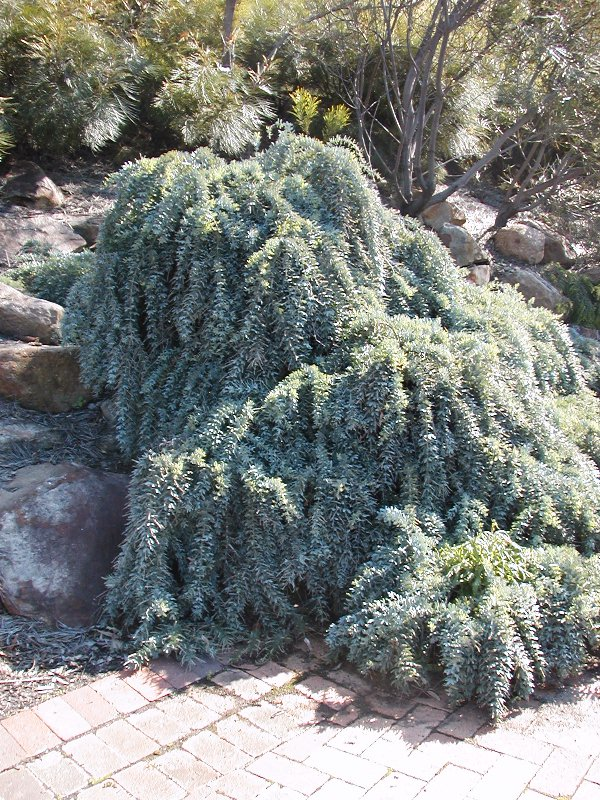
倒伏株型的栽培贝利氏相思，摄於新南威尔士Bulli的Illawarra Grevillea Park公园